# Anton Stummer
Anton Stummer (* 28. Februar 1930 in Stein an der Donau) ist ein österreichischer Künstler und Heimatforscher.
Anton Stummer war von 1950 bis zu seiner Pensionierung im Jahre 1989 im Dienste der Stadtgemeinde Krems an der Donau und ab 1956 nach der Ausbildung zum Restaurator im Bundesdenkmalamt Wien speziell im Museum der Stadt Krems an der Donau tätig. Er war verantwortlich für die Erhaltung der Kunstschätze des Museums, der Kirchen und der Plastiken an den Häusern und an öffentlichen Plätzen der Stadt.
Seit seiner frühesten Jugend hatte er Neigungen in Bezug auf die Prähistorik, Mineralogie und Geologie sowie Paläontologie und Volkskunde. Seine Forschungsgebiete waren das Waldviertel und das Gebiet des Dunkelsteinerwaldes. Seine Vorbilder auf dem Gebiete der Feldforschung waren Franz Xaver Kießling und Candidus Ponz, Reichsritter von Engelshofen, deren Spuren er nachging. So manche bereits vergessene Fundmeldung konnte er nachvollziehen und so für die Wissenschaft zugänglich machen. Stummer legte umfangreiche und qualitätvolle Sammlungen an, die heute großteils im Museum der Stadt Eggenburg verwahrt werden. Er entdeckte bedeutende Stationen des Eiszeitmenschens (Paläolithikum) sowie wichtige Siedlungen des späten Neolithikums. Seine gemeinsam mit seiner Gattin angelegte Schneckensammlung wurde seitens der Akademie der Wissenschaften in Wien wegen ihrer Bedeutung angekauft.
Anton Stummer ist seit 1964 Mitglied des Wachauer Künstlerbundes. "Ich zeichne Bäume, Keller, Häuser und Scheunen, so die Eigendefinition. Nach zahlreichen Ausstellungen und Beteiligungen im In- und Ausland befinden sich viele seiner Bilder im Besitze von Museen und Sammlungen.
Stummer hat über seine Funde und Entdeckungen auch publiziert. Seine Berichte und Aufsätze finden sich in mehreren Fachzeitschriften, beispielsweise in der Zeitschrift des Bundesdenkmalamtes Fundberichte aus Österreich und in den Mitteilungen des Kremser Stadtarchives.

## Publikationen (Auswahl)
- Über neue, altsteinzeitliche Fundstellen im Bezirk Krems. In: Mitteilungen des Kremser Stadtarchivs. 9, 1969, S. 139ff.
- Ölbilder – Graphiken. Moderne Galerie Dominikanerkloster Krems (28. Juli bis 28. August 1977), Krems an der Donau 1977.
- mit Hermann Maurer: Ein linearbandkeramisches Idolbruchstück von Poigen, Archäologie Österreichs 11/1, 2000, 49f.
- mit Hermann Maurer: Neue Beiträge zum „Plateaulehmpaläolithikum“ des Waldviertels. In: Unsere Heimat. 71, 2000, S. 127ff.
- mit Hermann Maurer: Ein linearbandkeramischer Tierkopfhenkel aus dem Waldviertel. In: Archäologie Österreichs. 12, 2001, S. 20f.
- mit Hermann Maurer: Ein „Brotlaibidol“ aus einer bronzezeitlichen Siedlung bei Unterwölbling, VB St. Pölten, NÖ. In: Unsere Heimat. 74, 2003, S. 333f.
- mit Hermann Maurer: Ein anthropomorph gestalteter Gefäßteil der Linearbandkeramik von Breiteneich bei Horn. In: Unsere Heimat. 75, 2004, S. 354ff.